# Война (альбом «Гражданской обороны»)
«Война́» — шестнадцатый альбом группы «Гражданская оборона». Все песни для альбома были сочинены в 1988 году. Первые две — «Война» и «Паломники в Корею» — были написаны Егором Летовым совместно с Олегом Судаковым; «Песню о Ленине» Егор Летов написал совместно с Александром Кувшиновым. Песни «Уеду в Америку» и «Никак» были написаны Константином Рябиновым. А остальные треки альбома написал лидер группы — Егор Летов.

## Список композиций
Основной материал записан 17—18 июля 1989 года на точке «АукцЫона» (Ленинград), а также 11—18 августа и 7—15 сентября того же года в ГрОб-студии (Омск).
Слова и музыка всех песен — Егора Летова, кроме отмеченных.
| №   | Название                     | Текст песни                    | Музыка             | Длительность |
| --- | ---------------------------- | ------------------------------ | ------------------ | ------------ |
| 1.  | «Война»                      | Егор Летов, Олег Судаков       |                    | 3:19         |
| 2.  | «Паломники в Корею»          | Егор Летов, Олег Судаков       |                    | 2:11         |
| 3.  | «Философская песня о пуле»   |                                |                    | 3:37         |
| 4.  | «Эксгумация»                 |                                |                    | 1:24         |
| 5.  | «Поперёк»                    |                                |                    | 3:29         |
| 6.  | «Как листовка»               |                                |                    | 2:59         |
| 7.  | «Песня о Ленине»             | Егор Летов, Александр Кувшинов |                    | 3:00         |
| 8.  | «Созвездие Яйца»             | Константин Рябинов             | Константин Рябинов | 4:50         |
| 9.  | «Поезд ушёл»                 |                                |                    | 2:01         |
| 10. | «Никак»                      | —                              | Константин Рябинов | 0:33         |
| 11. | «Заплата на заплате»         |                                |                    | 2:24         |
| 12. | «Часовой»                    | народные                       | —                  | 0:15         |
| 13. | «Человек — это звучит гордо» |                                |                    | 3:19         |

| №                   | Название                             | Текст песни                                                  | Музыка                         | Длительность |
| ------------------- | ------------------------------------ | ------------------------------------------------------------ | ------------------------------ | ------------ |
| 14.                 | «Новая правда»                       |                                                              |                                | 6:10         |
| 15.                 | «Всё совсем не то»                   |                                                              |                                | 1:53         |
| 16.                 | «Бери шинель (Like a Rolling Stone)» |                                                              |                                | 2:20         |
| 17.                 | «Винтовка — это праздник!»           |                                                              |                                | 2:25         |
| 18.                 | «70 лет Октября»                     |                                                              |                                | 3:12         |
| 19.                 | «Похуй нахуй»                        | Егор Летов, Константин Рябинов                               | Егор Летов, Константин Рябинов | 2:15         |
| 20.                 | «На луне я сподобился к причастию»   | Константин Рябинов                                           | Константин Рябинов             | 2:06         |
| 21.                 | «Мы будем умирать»                   |                                                              |                                | 3:11         |
| 22.                 | «Полон дом говна»                    | Константин Рябинов                                           | Константин Рябинов             | 1:57         |
| 23.                 | «Песня радости и счастья»            |                                                              |                                | 1:35         |
| 24.                 | «Одноногий мужичок»                  | народные                                                     | —                              | 1:20         |
| 25.                 | «Припев»                             | Егор Летов, Константин Рябинов                               | Егор Летов, Константин Рябинов | 3:29         |
| 26.                 | «Радостно на душе / Страна дураков»  | народные («Радостно на душе»), Егор Летов («Страна дураков») | Егор Летов («Страна дураков»)  | 2:35         |
| 27.                 | «КГБ-рок»                            |                                                              |                                | 1:32         |
| 28.                 | «Шёл я мимо мавзолея»                | народные                                                     | —                              | 1:38         |
| Общая длительность: | Общая длительность:                  | Общая длительность:                                          | Общая длительность:            | 70:59        |

- ГрОб-студия, Омск:
  - № 18 записан(а) в апреле 1988 года, 7 сентября 1989 года.
- Точка «АукцЫона», Ленинград:
  - № 19—25 записаны 21—23 июля 1989 года.
- НГУ, Новосибирск:
  - № 26 записан(а) 2 мая 1988 года.
- ТКЗ «Время», Ленинград:
  - № 27 записан(а) 23 января 1989 года.
- ДК МЭИ, Москва:
  - № 28 записан(а) 17 февраля 1990 года.

## Участники записи
Музыканты
- Егор Летов — вокал, гитары, шести- и четырёхструнный бас, ударные, шумы, звуковые эффекты*
- Джефф Жевтун — гитары, бас (4), подпевки†
- Кузя Уо — гитара, подпевки, саксофон, шести- и четырёхструнный бас, шумы, звуковые эффекты*
- Аркаша Климкин — ударные, подпевки*
- Серёга Зеленский — подпевки*
- Манагер — вокал (26)**
- Янка — подпевки*
- Джон Деев — бас в «Стране дураков»**

Производство
- Егор Летов — продюсер, пересведение, реставрация, оформление*
- Наталья Чумакова — пересведение, реставрация, мастеринг*
- Архив «ГрОб Records», Андрей Кудрявцев — фото*
  - А. Митин — фото***
- Андрей Батура — оформление****

* В соответствии с выходными данными 2007 года от «Мистерии звука», а также 2017—2019 годов от «Выргорода».
** Появляется на «Мистерии звука» и на всех CD-версиях от «Выргорода», за исключением LP.
*** Появляется только на CD-версии от «Выргорода».
**** Появляется только на LP-версии от «Выргорода».
† В выходных данных «Мистерии звука» Джефф как музыкант пропущен.

## История релизов
| Страна | Дата                                             | Формат            | Лейбл          | Каталог                                 |
| ------ | ------------------------------------------------ | ----------------- | -------------- | --------------------------------------- |
| Россия | 2001                                             | CD (jewel box) MC | ХОР            | HCD-028a [ 6 ] hmc-028 [ 7 ]            |
| Россия | 2007                                             | CD (digipak)      | Мистерия звука | MZ 260-2                                |
| Россия | 31 июля 2017                                     | CD (digipak)      | Выргород       | ВЫРГОРОД 138                            |
| Россия | 2019 (компакт-диск — декабрь, винил — 8 декабря) | CD (digipak) LP   | Выргород       | ВЫРГОРОД 138 [ 14 ] LPWYR 138-19 [ 15 ] |